# 王命禹
王命禹（1579年—17世紀），字伯允，號玉鳬，浙江紹興府蕭山縣人，明朝政治人物。

## 生平
萬曆三十四年（1606年）丙午科浙江鄉試第八十一名舉人，三十五年（1607年）中式丁未科會試第一百三十七名，二甲第三名進士。禮部觀政，授工部主事，三十八年（1610年）升員外郎，曾因讓一名奸商伏法而著名，三十九年（1611年）升都水司郎中管理中河，修築崩潰的河溝，寫下《治河八議》讓後人實行，四十年（1612年）丁憂，四十五年（1617年）京察，後事不詳。

## 家族
曾祖王一初；祖父王嘉猷；父王三畏。妻戴氏。兄王命正，弟王命夔、王命龍、王命泰、王命昌。

## 引用
1. 1 2  乾隆《蕭山縣志·卷二十四·人物二》：王命禹，字玉鳬，萬厯丁未進士。授工部主事，置一奸商于法，由是發名。晉都水郎中，差督中河狼矢。溝潰，修築有方，著治河八議，後倣而行之。 同上（聶志）
2. ↑  乾隆《蕭山縣志·卷二十一·選舉》：王命禹 （萬曆）丙午（舉人），丁未進士
3. ↑  《萬曆三十五年丁未科进士履历便览》：王命禹，玉凫，書四房，己卯八月十九日生。萧山人，丙午乡八十一名，会一百三十七名，二甲三名。礼部政，丁未六月授工部主事，庚戌升员外，升都水司郎中，管中河，壬子丁忧。丁巳京察。曾祖一初。祖嘉猷，训科。父三畏，礼部冠帶儒士。
4. ↑  《明神宗顯皇帝實錄·卷四百七十三》：（萬曆三十八年七月癸亥）以工部郎中王命禹管理中河。